# 康帕涅莱塞丹
康帕涅莱塞丹（法語：Campagne-lès-Hesdin，法語發音：[kɑ̃paɲ lɛz‿edɛ̃]，意为“埃丹附近的康帕涅”）是法国上法蘭西大區加来海峡省的一个市镇，属于蒙特勒伊区。

## 地名
该地名“Campagne-lès-Hesdin”发音为[kɑ̃paɲ lɛz‿edɛ̃]，其中“Hesdin”指的是临近城镇埃丹，其发音为[edɛ̃]，字母“s”不发音，然而《世界地名翻译大辞典》与《世界地名译名词典》却在已将“Hesdin”译作“埃丹”的情况下，将“Campagne-lès-Hesdin”误译作“康帕涅莱塞斯丹”

## 地理
康帕涅莱塞丹（50°23'51"N, 1°52'36"E）面积15.64 平方千米，位于法国上法蘭西大區加来海峡省，该省份为法国北部沿海省份，西北濒北海，南至索姆省，东临北部省。
与康帕涅莱塞丹接壤的市镇（或旧市镇、城区）包括：博兰维尔、莱斯皮努瓦、马雷斯凯勒埃克米库尔、圣雷米欧布瓦、布瓦让、布里默、比尔勒塞克、古伊圣安德烈。
康帕涅莱塞丹的时区为UTC+01:00、UTC+02:00（夏令时）。

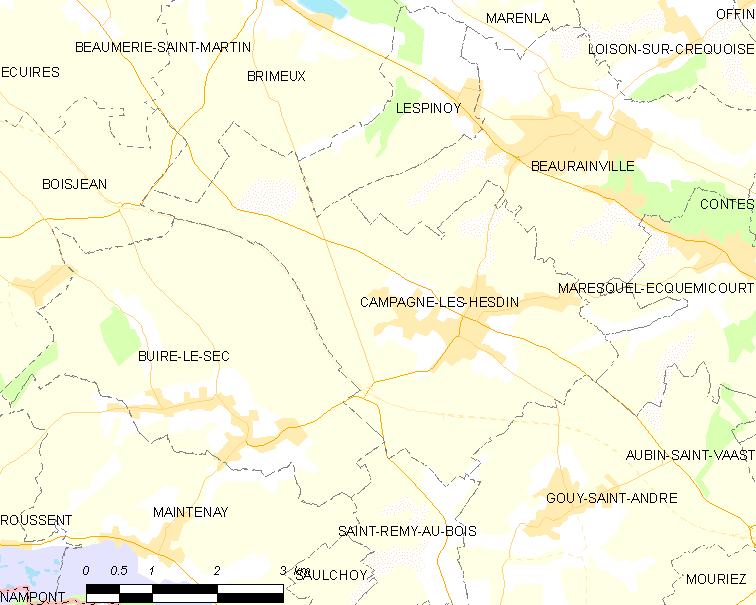
康帕涅莱塞丹的OSM定位图

## 行政
康帕涅莱塞丹的邮政编码为62870，INSEE市镇编码为62204。

## 政治
康帕涅莱塞丹所属的省级选区为欧克西堡县。

## 人口

1962-2008年间康帕涅莱塞丹人口变化图示

康帕涅莱塞丹于2022年1月1日时的人口数量为1944人。